# 始平
始平（506年-507年）是柔然的君主佗汗可汗伏图的年號，共计2年。

## 纪年
| 始平 | 元年  | 二年  |
| 公元 | 506年 | 507年 |
| 干支 | 丙戌  | 丁亥  |

## 同期存在的其他政权年号
- 天監（502年四月—519年十二月）：南朝梁梁武帝萧衍的年号
- 正始（504年正月-508年八月）：北魏政权北魏宣武帝元恪年号
- 建明（506年正月-七月）：北魏時期呂苟兒、王法智年号
- 聖明（506年正月-七月）：北魏時期陳瞻年号
- 承平：高昌政权麴嘉年号

## 參看
- 中国年号索引
- 蒙古年号列表